# Biên Hòa (phường)
Biên Hòa là một phường thuộc tỉnh Đồng Nai, Việt Nam.

## Địa lý
Phường Biên Hòa có vị trí địa lý:
- Phía đông và bắc giáp phường Trấn Biên.
- Phía tây giáp phường Tân Đông Hiệp, thành phố Hồ Chí Minh.
- Phía nam giáp phường Đông Hòa, thành phố Hồ Chí Minh.

## Lịch sử
Theo Nghị quyết số 1662/NQ-UBTVQH15 ngày 16/6/2025 về sắp xếp các đơn vị hành chính cấp xã của tỉnh Đồng Nai năm 2025, toàn bộ diện tích tự nhiên và quy mô dân số của phường Tân Hạnh, Hóa An, Bửu Hòa và Tân Vạn được sắp xếp thành phường mới có tên gọi là phường Biên Hòa.
Phường Biên Hòa bao gồm tất cả các phường thuộc thành phố Biên Hòa cũ nằm ở phía hữu ngạn sông Đồng Nai.